# Sonic's Schoolhouse
Sonic's Schoolhouse is een educatief computerspel uit de Sonic the Hedgehog-franchise. Het spel werd uitgebracht door Sega in 1996.
Het spel is bedoeld om kinderen te leren rekenen, lezen en spellen. Verder bevat het spel twee minigames (waarin spelers ringen kunnen verzamelen en verschillende beelden bij elkaar zoeken) en een “veldtocht”-gedeelte, dat informatie bevat over de verschillende dieren uit het spel.
Het hele spel wordt gespeeld op een manier die doet denken aan id Software's Wolfenstein 3D. De wereld in het spel heeft geen verschil in hoogte en bestaat grotendeels uit rechte hoeken.
Sonic the Hedgehog is zelf geen bespeelbaar personage in het spel, maar doet dienst als gids voor de speler. Dr. Eggman komt ook voor in het spel. Hij is een tegenstander in het ringen-minigame.